# Kabiet
Kabiet war ein Längenmaß in Siam, dem heutigen Thailand. 
- 1 Kabiet = 1/96 Sok = 5,208 Millimeter

Die Maßkette war:
- 1 Wa/Klafter = 2 Ken = 4 Sok/Elle = 8 Khuep/Kup/Küp/Spanne = 96 Niuh/Nid/Nio/Zoll = 384 Kabiet = 2,00 Meter